# Kylee Cochran
Kylee Cochran (nascida em 27 de dezembro de 1974 em Brigham City em Utah) é uma atriz estadunidense.
Cochran teve papéis em vários filmes importantes como The Crow: Salvation, Gangland e The Paper Brigade. Ela também teve aparições em várias séries de televisão estadunidenses como ER, House MD e estrelou ao lado de seu marido Seth Peterson em Burn Notice. Kylee é prima de primeiro grau do músico Tucker Rountree , que também é de Utah.

## Ligações Externas
- Kylee Cochran. no IMDb.
- Kylee Cochran (em inglês) no Allmovie